# Марко Кітевський
Ма́рко Кіте́вський (мак. Марко Китевски; *13 квітня 1950, с. Слатинський Чифлік, Дебарця, СФРЮ, тепер Північна Македонія) — македонський дослідник фольклору македонців і літературознавець, науковий керівник Інституту македонської літератури (Институтот за македонска литература).

## З біографії
Марко Кітевський народився в селі Слатинський Чифлік общини Дебарця в околицях міста Охрида 13 квітня 1950 року.
Закінчив середню школу в Струзі (1969), а потім закінчив філологічний факультет університет у Скоп'є (югославська література). На цьому ж факультеті здобув ступінь магістра: робота на тему «Народні елементи у творах Стале Попова» («Фолклорните елементи во делата на Стале Попов», 1980) та доктора наук: дисертація на тему «Замовляння в македонській народній творчості» («Клетвите во македонското народно творештво», 1990).
Спочатку працював на «Радіо Скоп'є», а з жовтня 1983 року — в Інституті македонської літератури, де спершу був обраний старшим науковим співробітником (1990), а потім науковим керівником (1996).
Марко Кітевський був заступником керівника та керівником Інституту македонської літератури, випускаючим редактором часопису «Спектр» («Спектар»), керівником та співробітником декількох науково-дослідних проектів Інституту, брав участь у численних національних і міжнародних наукових заходах.

## Творчість і визнання
Марко Кітевський — автор численних монографій, збірок та антологій фольклору, а також упорядник зібрань творів македонських класиків.

## Джерело
- Китевски, Марко [Архівовано 8 травня 2020 у Wayback Machine.] на www.macedonianman.com (Цифрова Македонська Енциклопедія) [Архівовано 7 жовтня 2019 у Wayback Machine.] (мак.)